# ريتشارد د. يونغ
ريتشارد د. يونغ (بالإنجليزية: Richard D. Young)‏ هو سياسي أمريكي، ولد في 2 ديسمبر 1942. حزبياً، نشط في الحزب الديمقراطي. وقد انتخب عضو مجلس ولاية إنديانا.